# Gerry Conway (Musiker)

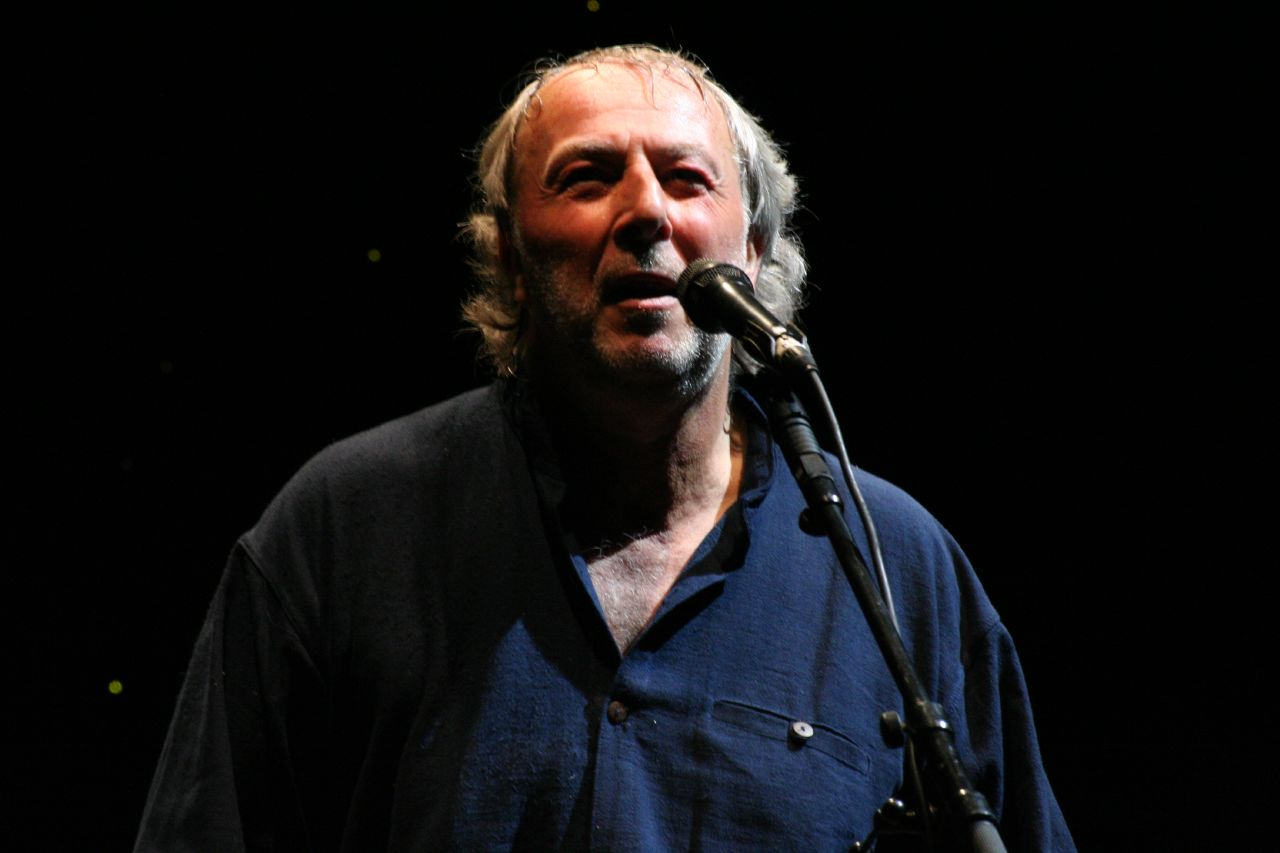
Gerry Conway (2006)

Gerry Conway (* 11. September 1947 in King’s Lynn; † 29. März 2024) war ein britischer Folk-Schlagzeuger.

## Leben
1964 begann Conway, mit Alexis Korner zusammenzuarbeiten. 1965 schloss er sich der Band Eclection an. Es folgte die Folkrockband Fotheringay. 1970 wirkte er bei Steeleye Spans Debütalbum als Drummer mit. Bis 1975 spielte er in der Begleitband von Cat Stevens.
In den frühen 1980er-Jahren wurde Conway Mitglied von Jethro Tull, bei denen er bis 1982 festes Mitglied war. Er spielte jedoch gelegentlich weiterhin mit der Band zusammen. 1990 setzte er seine Karriere fort, indem er sich Pentangle anschloss. Zusammen mit Jacqui McShee und Spencer Cozens gründete er 1994 ein Folkrock-Trio, aus dem Jacqui McShee’s Pentangle hervorging.
1998 wurde er Schlagzeuger bei Fairport Convention. 2022 verließ er die Band, um sich anderen Projekten zu widmen. Gerry Conway starb am 29. März 2024 im Alter von 76 Jahren.